# 亮叶山楂
亮叶山楂（學名：Crataegus laevigata）是蔷薇科山楂属落叶灌木，原产欧洲。种加词意思是光滑发亮的，指的是发亮的叶片。

## 图集

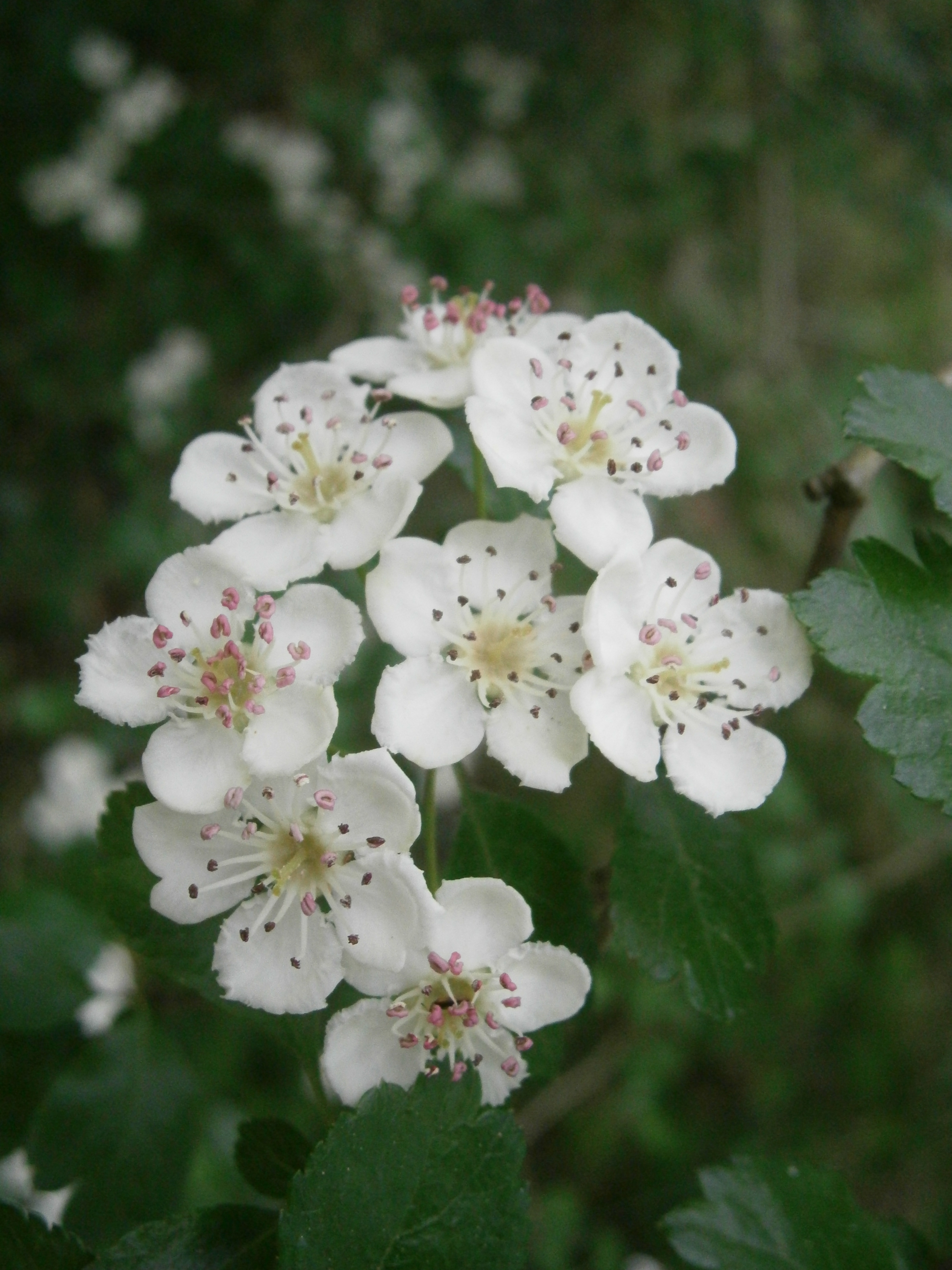
单瓣白花
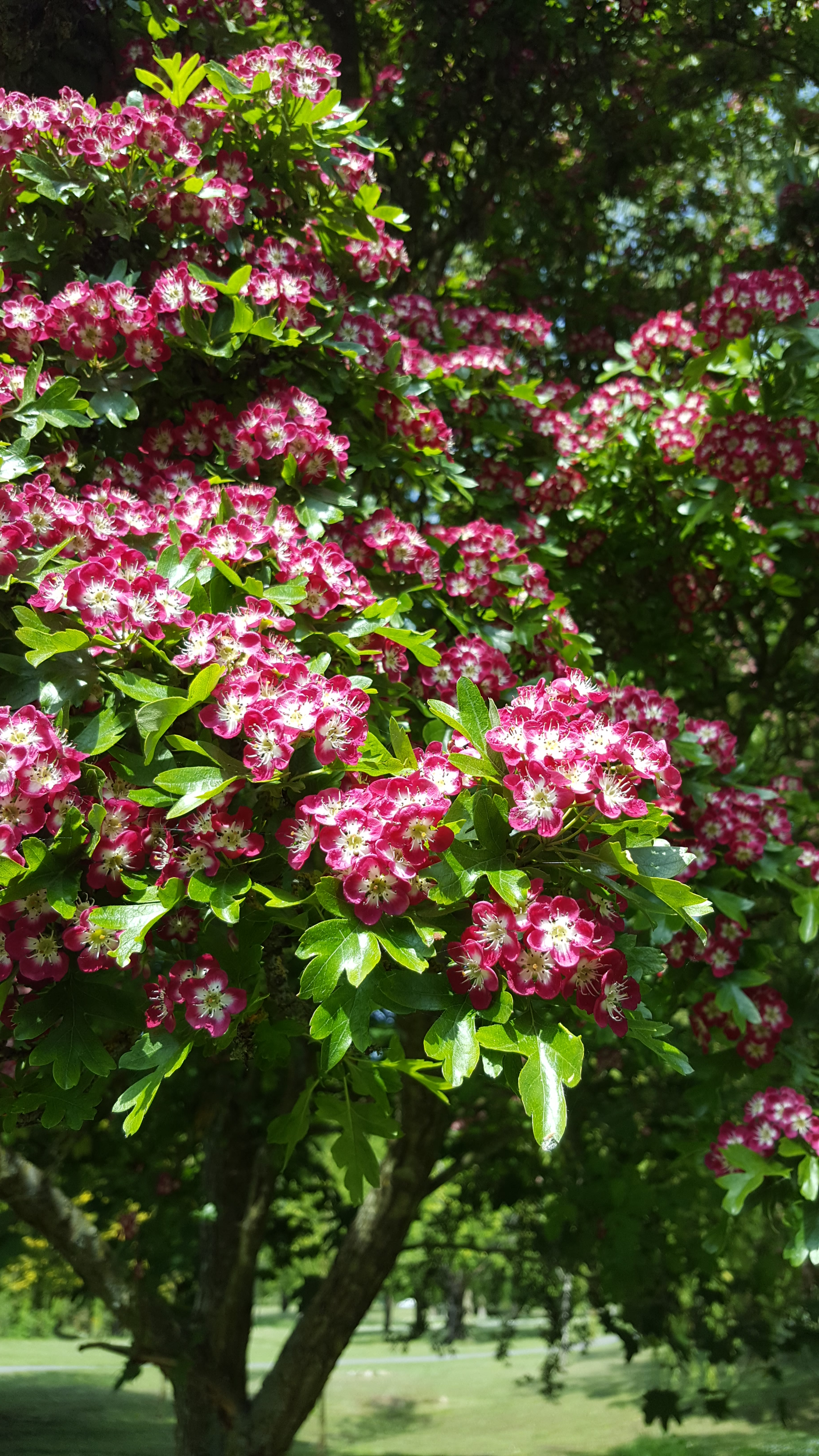
单瓣红花
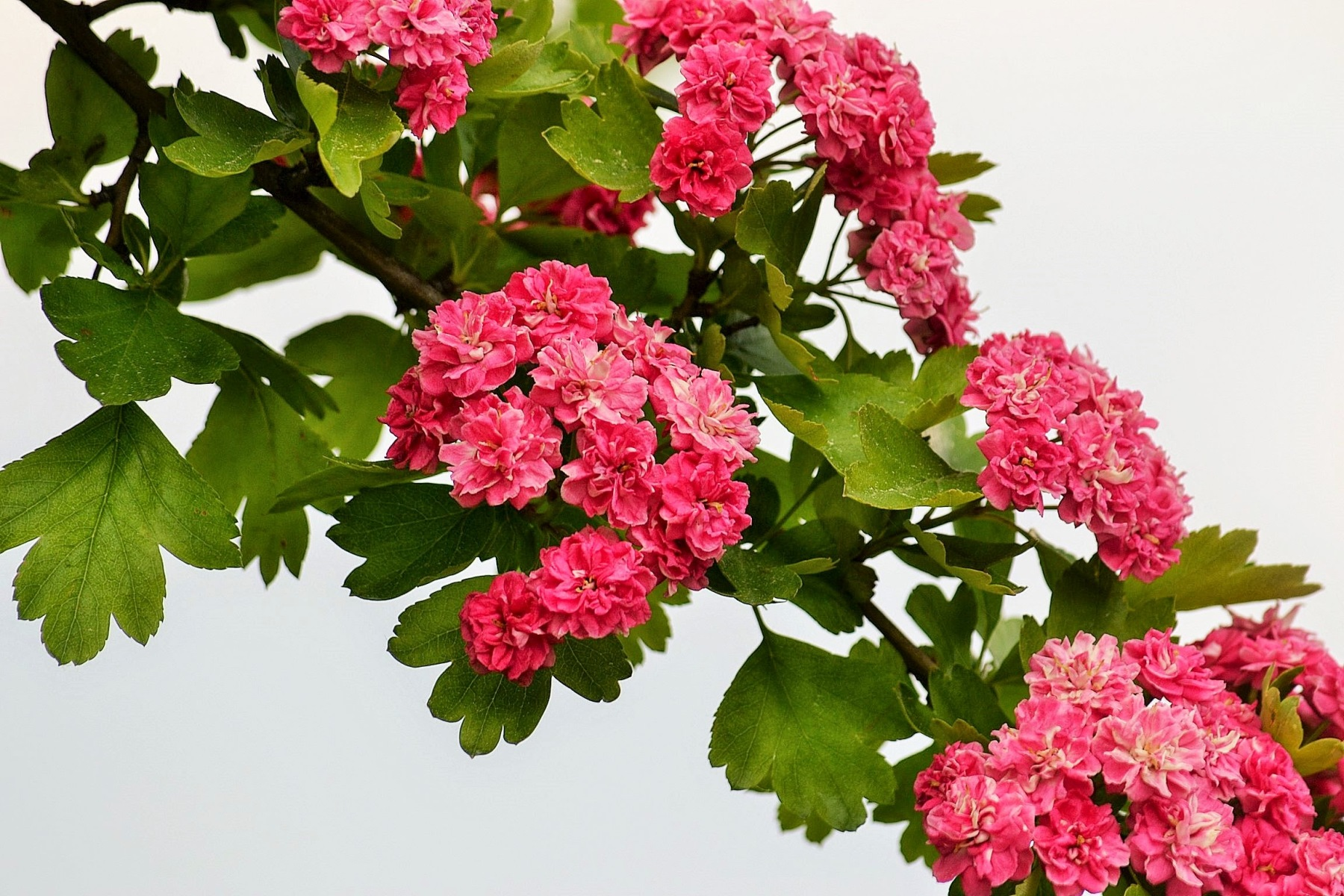
重瓣红花
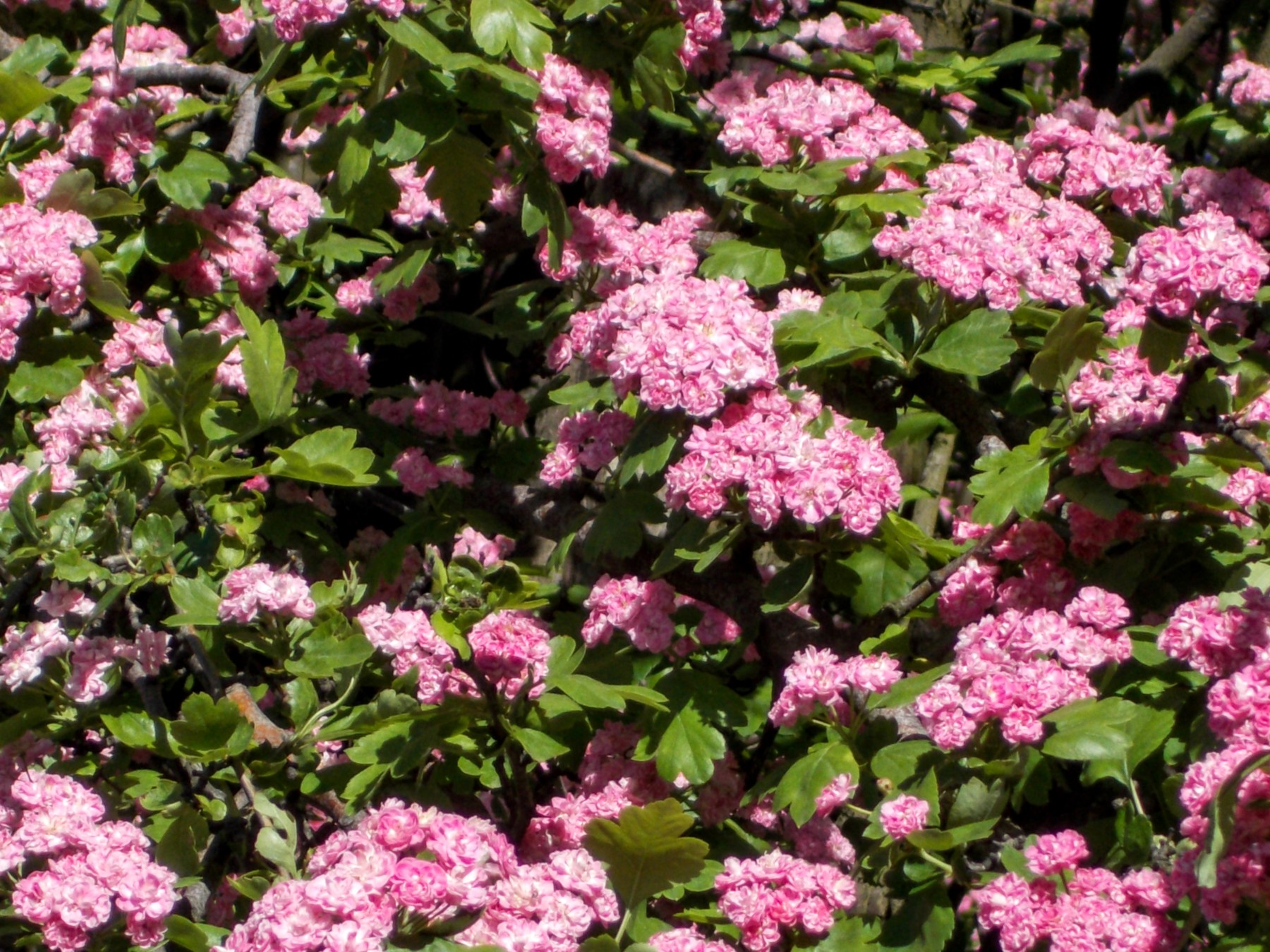
重瓣粉花